# کلر دیمز
کلر دیمز (به انگلیسی: Claire Dames) بازیگر پورنوگرافی است که کارش را با رقص استریپ در رنو ایالت نوادا شروع کرد. او فعالیت در پورنوگرافی را در سال ۲۰۰۷ و هنگامی که ۲۶ ساله بود شروع کرد و از آن زمان تاکنون در بیش از ۱۰۰ فیلم به ایفای نقش پرداخته‌است. وی همچنین در تعداد زیادی از تارنماهای پورنوگرافی حضور فعال دارد. اولین صحنهٔ سکس مقعدی خودش را در سال ۲۰۰۷ و در فیلم «Big Wet Asses12» بازی کرد. در مارچ ۲۰۰۷، داغ‌ترین دختر پورنو در مجله هاستلر شد و در ماه نوامبر همان سال به عنوان دومین دختر داغ در این مجله انتخاب شد. در ماه ژوئن سال ۲۰۰۹ دیمز و ۵ دختر دیگر ازجمله ناتاشا نایس، به جرم رفتار فاحشه آمیز در انظارعمومی، بازداشت و محکوم شد.

## زندگی
کلر در ژانویهٔ ۲۰۰۶ و در ۲۶ سالگی کار خود را در صنعت فیلم‌های بزرگسالان با رقصندگی استریپ. هنگامی که او به عنوان بازیگر آماتور(سکس) در وب سایت‌های شبکه‌ای BangBros ظاهر شد.
از زمانی که وارد این کسب و کار شد تاکنون در بیش از ۱۰۰ فیلم بازی کرده که آن‌ها را به هر دو صورت DVD و اینترنتی منتشر کرده‌است. او به تازگی موهایش را به رنگ بلوند درآورده و پستان‌هایش را بزرگ کرده‌است. (اندازهٔ پستان‌هایش به‌طور طبیعی و پیش از گذاشتن ایمپلنت ۳۴D است)
در کمتر از یک سال پس از این که فعالیت حرفه‌ای خودش را آغاز کرد، اولین سکس مقعدی را در فیلم Big Wet Asses 12 فیلم‌برداری کرد. او همچنین در فیلم‌های لزبین، فتیش و سکس بین نژادی هم شرکت می‌کند. او در مار ۲۰۰۷ به عنوان داغترین دختر توسط مجلهٔ هاستلر انتخاب شد و دوباره در همان سال و توسط همان مجله به عنوان دومین پورن استار داغ تازه‌کار انتخاب شد.
او در کنار گردن و مچ پایش را خالکوبی کرده‌است. همچنین یک خالکوبی متمایز بر روی شکمش دارد که شامل یک پروانه و متن "Hit It Harder". می‌شود
در ژوئن سال ۲۰۰۹ او و پنج نفر دیگر از جمله ناتاشا نایس برای لخت‌کردن پستان‌هایشان در ملاعام دستگیر و به جرم رفتار فاحشه آمیز محاکمه و زندانی شدند. وی پس از آن در تابستان و در مصاحبه‌ای با لگزینگتون استیل، بازنشستگی خود از پورن را اعلام کرد. سپس در نوامبر سال ۲۰۰۹ گزارش شد که او بازگشت خود به پورنوگرافی را در صفحهٔ مای اسپیس خود اعلام کرده.
لبخند‌های مسری او، انرژی در سکس، بدن زیبا و اشتهای فراوان برای آلت مردی سفت، او را از بقیه مردم و حتی از بسیاری از بازیگران پورنو متمایز ساخته‌است. او دو بار هم نامزد دریافت جایزهٔ AVN شد. یکی برای بهترین سکس دهانی و دیگری به خاطر بهترین سکس ظالمانهٔ سال. او علاقهٔ زیادی برای لیسیدن و بوسیدن آلت چرب دارد.
از او در freeones با رتبهٔ ۹۲۳، در بین زنان موجود در این تارنما یاد شده‌است. همچنین در این وبسایت ۵۳۸ گالری و ۹ فیلم هاردکور نیز دارد.

## جایزه‌ها

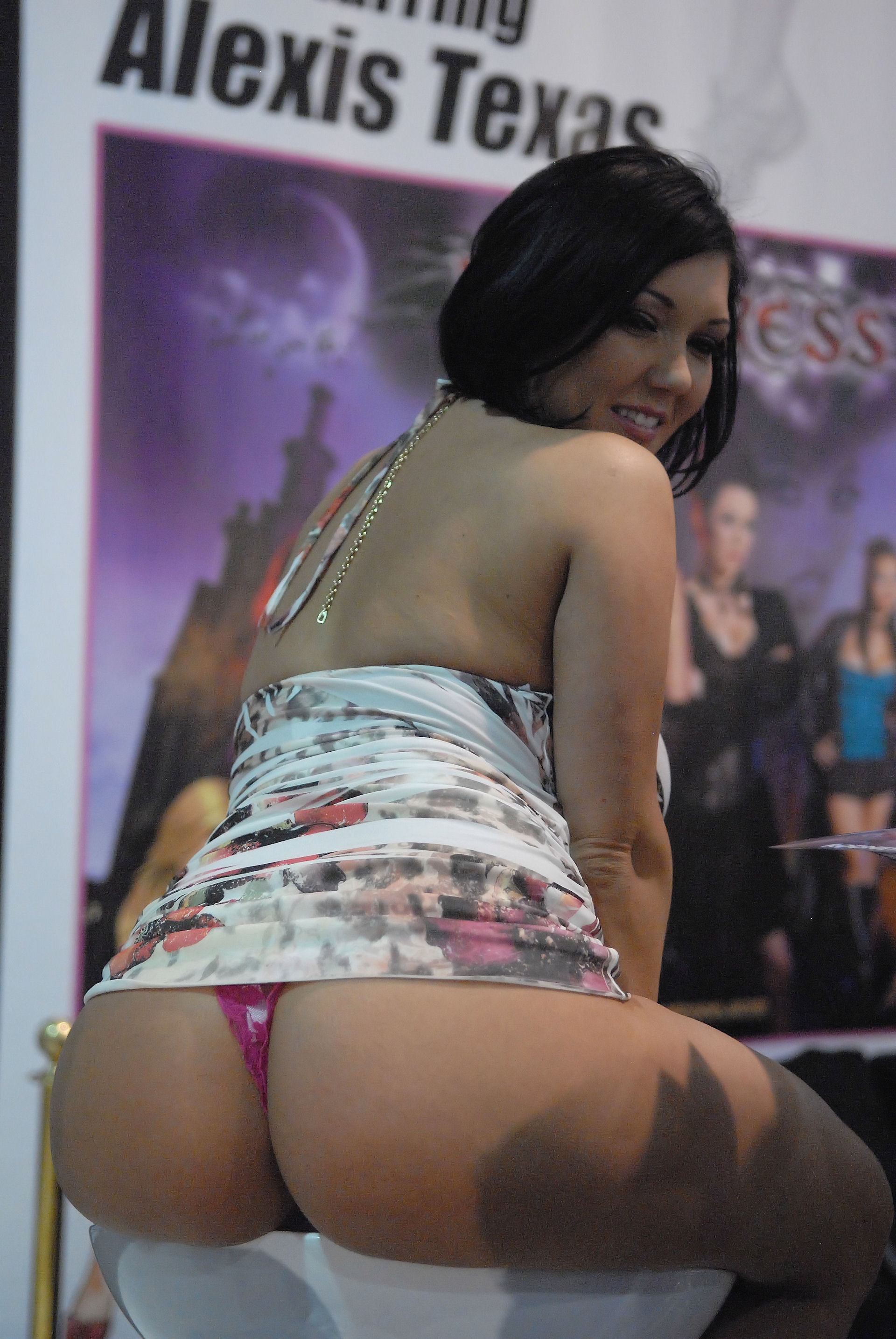
در ۲۰۰۹

- ۲۰۰۸. جشنواره AVN: کاندید بهترین سکس دهانی برای فیلم (ترشح اسپرم) Sperm Splattered
- ۲۰۰۸. iPorn جشنواره غروب شهرسکسی(Sexopolis Sunset Strip Awards):برای بزرگترین پستان.
- ۲۰۰۹. جشنواره AVN: کاندید بهترین صحنه سکس دهانی برای فیلم. شب گرفتن سرها (Night of the Giving Head).
- ۲۰۰۹. جشنواره AVN: کاندید بهترین هنرپیشه نقش مکمل. برای فیلم شب گرفتن سرها (Night of the Giving Head).